# الحضيبة
الحضيبة هو حي يقع في إمارة دبي في الإمارات العربية المتحدة بالقرب من ميناء راشد، تبلغ مساحة الحضيبة مايقارب 90 هكتاراً (0.9 كيلومتر مربع) وبلغ عدد سكانها (15,290) نسمة في العام 2023 بكثافة سكانية تعادل(17,823) فرد/كم² بحسب بيانات مركز دبي للاحصاء. ومعنى الحضيبة: أشجار الغاف الصغيرة في بداية نموها تسمي بالحضيبة. وتحيط بالحضيبة كل من الجافلية، ومجمع جميرا1، ولؤلؤة جميرا، وميناء دبي، والرفاعة، والمنخول، والكرامة.
من المعالم الهامة في الحضيبة فندق تشيلسي وقنصلية سريلانكا وقنصلية إندونيسيا ومباني الحضيبة للجوائز، كما تضم الحضيبة مجموعة من الدوائر الحكومية مثل هيئة تنمية المجتمع، ومركز التدريب والتطوير المهني، ومكتب جائزة حمدان بن راشد آل مكتوم للأداء التعليمي المتميز.